# 小行星2210
小行星2210（2210 Lois）是一颗围绕太阳公转的小行星。1960年9月24日，C. J. 万·豪敦、I. 万·豪敦-格勒内费尔德、T. 赫雷爾斯在帕洛马山发现了此天体。
該小行星以美國天文學家拉爾夫·貝爾納普·鮑德溫的妻子洛伊絲·J·鮑德溫（Lois J. Baldwin）命名。
这颗小行星的绝对星等为215.89225等。